# The Gunfighters
The Gunfighters (Los tiroteadores) es el séptimo serial de la tercera temporada de la serie británica de ciencia ficción Doctor Who, ambientado en la América del siglo XIX durante los días que llevaron al famoso Tiroteo en el O.K. Corral. El serial fue emitido originalmente en cuatro episodios semanales, del 30 de abril al 21 de mayo de 1966.

## Argumento
La TARDIS se materializa en Tombstone, en la frontera con Arizona. Cuando el Primer Doctor va a sacarse una muela que le hace mucho daño, es confundido con Doc Holliday, que es el dentista del pueblo, y a quien los hermanos Clanton están buscando para matar porque ha matado a otro de sus hermanos. Tendrán que protegerle Wyatt Earp y el sheriff Bat Masterson. Los acontecimientos acabarán llevando hasta el tiroteo del O.K. Corral, por más que el Doctor intente evitarlo por todos los medios.

### Continuidad
- Aparte de los viajeros del tiempo, el serial se toma muchas libertades dramáticas con respecto a los hechos históricos, y se presentan muchas inexactitudes. Por ejemplo, los participantes en el tiroteo son prácticamente todos incorrectos. En la lucha, Wyatt Earp, Morgan Earp, Virgil Earp y Doc Holliday se enfrentaron a Frank McLaury, Tom McLaury y Billy Clanton. Estos tres últimos murieron.
- Warren Earp vivía en Tombstone con sus hermanos, pero no era un marshal. James Earp llevaba un saloon. Warren murió disparado en una pelea de bar casi veinte años después de los eventos de Tombstone.

## Producción
| Episodio                 | Fecha de emisión    | Duración | Espectadores en millones | Estado en el archivo |
| ------------------------ | ------------------- | -------- | ------------------------ | -------------------- |
| A Holiday for the Doctor | 30 de abril de 1966 | 23:48    | 6,5                      | Película de 16mm     |
| Don't Shoot the Pianist  | 7 de mayo de 1966   | 23:47    | 6,6                      | Película de 16mm     |
| Johnny Ringo             | 14 de mayo de 1966  | 23:52    | 6,2                      | Película de 16mm     |
| The OK Corral            | 21 de mayo de 1966  | 23:53    | 5,7                      | Película de 16mm     |
| [ 1 ] [ 2 ] [ 3 ]        |                     |          |                          |                      |

- El título provisional de la historia era The Gunslingers (Los pistoleros).[4]
- Este fue el último serial de la serie clásica que tuvo títulos individuales para cada episodio. A partir de The Savages, cada serial tuvo un título unitario y los episodios simplemente estaban numerados. Al final de los créditos de The OK Corral se leía "Próximo episodio: Dr. Who and the Savages".[5]
- Según About Time de Tat Wood y Lawrence Miles, este fue el primer Western que se hizo en la televisión británica.